# Dubečský hřbitov (Městská)
Dubečský hřbitov v ulici Městská se nachází v Praze 10 v městské části Dubeč, do roku 2010 byl evidován v katastru městské části Dolní Měcholupy.

## Historie
Hřbitov byl založen roku 1895 nákladem obcí Dolní Měcholupy a Dubeč, datum založení je uvedeno na kříži uprostřed starší části hřbitova. Hřbitov je umístěn u silnice v poli a z Dubče k němu vede cesta lemovaná lípami. Čtyřmi vzrostlými lípami je obklopen také kříž uprostřed hřbitova. Hřbitov je obdélný, má rozlohu 0,45 ha a zdí je rozdělen na starou a novou část. Starší část je na západní straně, ve východní části je urnový háj. V Dubči byl založen ještě jeden hřbitov v místní části Dubeček.